# ТСК (космически кораб)
Транспортният снабдителен кораб (ТСК) (на руски: Транспортный корабль снабжения) е многофункционален космически кораб, разработен за доставка на екипаж и товари на орбиталната пилотирана станция с военно предназначение „Алмаз“ и има възвръщаем на Земята модул (с резултатите от изследванията). Освен това, ТСК се скачва с гражданските орбитални станции от типа „Салют“, а в модифициран вид, като научни модули, – към орбиталната станция „Мир“ и Международната космическа станция.

## Устройство на кораба
ТСК се състои от две части: възвръщаем апарат (ВА) и функционално-товарен блок (ФТБ), всеки от които има възможност да осъществи автономен полет.

### Функционален-товарен блок
ФТБ се състои от секции с различен диаметър. Отпред, в зоната на малкия (2,9 m) диаметър е закрепен възвръщаемият апарат, отзад отсека има разширение, образувано от два конуса с максимален диаметър 4,1 m. В опашната част на ТСК е разположен активният скачващ агрегат, специално приспосоен за скачване на обекти с маса от по 20 000 kg. В предната част на блока са се намирали два двигателя за корекция (11Д442) с тяга от по 447 кгс. Двигателите можели да се включват до 100 пъти; ресурсът им бил 2600 сек. Горивото е разположено в осем цилиндрични резервоара на външната повърхност на ФТБ. Там са разположени и основните агрегати на двигателната установка (ДУ), двигателите за ориентация и стабилизация, антени и датчици, радиаторите на системата за терморегулиране.

### Възвръщаем апарат (ВА)
По външен вид ВА много прилича на спускаемите апарати на космическите кораби „Джемини“ и „Аполо“ и е със следните характеристики:
| Маса на старта:                                 | около 7300 kg;                                 |
| Максимална дължина (пълна):                     | 10,3 m;                                        |
| Максимален диаметър:                            | 2,79 m;                                        |
| Маса на орбита:                                 | повече от 4 80 kg, при спускане – около 3,8 т; |
| Жилищен обем на ВА:                             | 3,5 m3;                                        |
| Маса на възвръщаемия товар:                     | до 50 kg (с екипажа), без екипажа – 500 кг;    |
| Време на автономен полет на ВА в орбите:        | 3 часа;                                        |
| Максимално време за намиране на екипажа във ВА: | 31 час;                                        |

Топлозащитата на ВА се състои от дънен полусферичен сегмент (челен екран), странична топлозащита, сегмент на носовия отсек. Топлозащитното покритие е изпълнено с тъкан от силициев диоксид, импрегнирана с фенолформалдехидна смола. При нагряване смолата се изпарява и газообразния продукт пиролиза блокира притока на топлина. След завръщане топлозащитата е възможно да се възстанови и използва отново (до 10 пъти). На дъното на ВА е направен люк с диаметър 550 mm за достъп на екипажа до ФТБ.
На дъното на ВА е поместен отсекът със системата за жизнеобезпечение. В горната част на кабината е разположен носовия отсек (НО) с реактивната система за управление (РСУ) на кацането, парашутната и някои други системи. Управлението на ориентацията на апарата на орбита и при спускане в атмосферата става с РСУ.

## Мисии
| Име           | Tип   | Индекс GRAU | Производствен номер | Изстрелян         | Предназначен                                    | Край на мисията   |
| ------------- | ----- | ----------- | ------------------- | ----------------- | ----------------------------------------------- | ----------------- |
| Космос 929    | TСК-1 | 11F72       | 161 – 01            | 17 юли 1977       | Безпилотен тест на кораба                       | 2 февруари 1978   |
|               | TСK   | 11F72       | 162 – 01            | Умален модел      | Умален модел                                    | Умален модел      |
| Космос 1267   | TСK-2 | 11F72       | 163 – 01            | 25 април 1981     | Безпилотен тест на кораба, скачване със Салют-6 | 29 юли 1982       |
| Космос 1443   | TСK-3 | 11F72       | 164 – 01            | 2 март 1983       | Модул на станцията Салют-7                      | 19 септември 1983 |
| Космос 1686   | TСK-4 | 11F72       | 165 – 01            | 27 септември 1985 | Mодул на станцията Салют-7                      | 7 февруари 1991   |
| модул Kвант-1 | FSB   | 11F77       | 166 – 01            | 31 март 1987      | Модул на станцията Mир                          | 25 май 1988       |
| Полюс         | FSB   | 11F77       | 167 – 01            | 15 май 1987       | Грешка при старта                               | Грешка при старта |
| Модул 37KP    | FSB   | 11F77       | 168 – 01            | Отменен           | Отменен                                         | Отменен           |
| Модул 37KT    | FSB   | 11F77       | 169 – 01            | Отменен           | Отменен                                         | Отменен           |
| Kвант-2       | 77KSD | 11F77D      | 171 – 01            | 26 ноември 1989   | Mодул на станцията Mир                          | 23 март 2001      |
| Kристал       | 77KST | 11F77T      | 172 – 01            | 31 май 1990       | Mодул на станцията Mир                          | 23 април 2001     |
| Спектър       | 77KSO | 11F77O      | 173 – 01            | 20 май 1995       | Mодул на станцията Mир                          | 23 април 2001     |
| Природа       | 77KSI | 11F77I      | 174 – 01            | 23 април 1996     | Mодул на станцията Mир                          | 23 април 2001     |
| Заря          | 77KSM |             | 175 – 01            | 20 ноември 1998   | Mодул на МКС                                    | активен           |
| Наука         |       |             |                     | предстои          | Mодул на МКС                                    |                   |

## Галерия
TСK базов кораб и производни на него кораби и модули.
- Съветския кораб ТКС
- Разрез на ТСК. Подробностите са предполагаеми.
- Космос 1686. Възвръщаемия апарат (вляво).
- Космос 1686 и Салют-7
- Разрез на „Полюс“.
- „Kвант-1“ с функционално-товарния блок
- Разрез на „Kвант-2“
- разрез на „Кристал“
- Разрез на „Спектър“
- Разрез на „Природа“
- Модулът „Заря“, гледан от STS-88
- MЛM скачен за МКС